# Nyborg Fængsel
Nyborg Fængsel (tidligere Statsfængslet i Nyborg) er et af Kriminalforsorgens fængsler, beliggende i Nyborg på Fyn. Det blev opført i 1913 til unge indsatte, og frem til 1973 var der en særlig afdeling for unge. Siden 1973 har fængslet fungeret som et almindeligt lukket statsfængsel. Nyborg Fængsel er et lukket fængsel med plads til 336 indsatte.
Der er blandt andet en behandlingsafdeling, et afsnit for stærkt negative grupper, et sygeafsnit, et afsnit med strafceller og et afsnit med begrænset fællesskab, hovedsageligt for indsatte der selv ønsker at afsone adskilt fra andre. Der er ca. 225 medarbejdere, hvoraf der er 140 fængselsbetjente, og omkring 30.000 kvadratmeter under tag. Nuværende fængselsinspektør er Arne Tornvig Christensen.

## Historie
Fængslet er tegnet af arkitekt Victor Nyebølle (1862-1933). På grund af uoverensstemmelser med arkitekten nedsatte Justitsministeriet den 30. januar 1912 et Byggeudvalg for Straffeanstalten ved Nyborg. Deltagerne her var folketingsmand, etatsråd Hammerich, kongelig bygningsinspektør Thorvald Jørgensen, direktør Niels Rasmussen, direktør for fængselsvæsnet Fussing (efter mundtlig opfordring af Hs. Ekscell – justitsminister Bülow). Byggeriet var endelig opført i 1913, udført af murermester Andersen. Foruden fængselsafdelinger for dels mænd og kvinder var der også en sygeafdeling og et tuberkulosesygehus, en kirke dekoreret af dekorationsmaler Rasmus Larsen og en fangegård. Mellem fængslet og Vindingevej blev der opført en villa for fængselsinspektøren, og en dobbeltbolig til funktionærer af mellemstaben. Desuden havde man inddraget og ombygget den nærliggende gård Carlsminde.

## Voldsepisoder
Nyborg Fængsel har i midten af 2000'erne haft mange tilfælde af vold – både af indsatte begået mod medindsatte samt mod personalet. I perioden fra den 1. januar 2007 til den 18. februar 2008 var der 13 tilfælde af vold, 26 tilfælde i 2009 og 32 tilfælde i 2010.
- Den 29. juni 2000 blev en fængselsfunktionær overfaldet af to hætteklædte mænd, da han var på vej fra arbejde. Han blev slået flere gange i hovedet med svensknøgle, og gerningsmændene kører ind i hans bil. Gerningsmændene er aldrig blevet fundet og dømt.[3]

- Den 6. november 2002 blev daværende fængselsinspektør Jens Tolstrup, overfaldet i sin have i sin embedsbolig i Nyborg af to mænd med baseballbat. Den 12. februar 2004 blev en fængselsfunktionær forsøgt kørt ned udenfor fængslet. Den 27. april 2004 blev tre personer med relationer til rockerklubben Bandidos anholdt og sigtet for de to overfald.[4] Ved Østre Landsret den 13. oktober 2005 blev de to rockersympatisører, Mikael Sartil og Rasmus Vanman Munk Jensen, fundet skyldig i overfaldet på Tolstrup og påkørsels-forsøget i 2004. Dog blev den 37-årige vicepræsident i Bandidos Hillerød, Michael Kenneth Pedersen, der ifølge anklagerne var "bagmand" bag overfaldet på Tolstrup, frikendt i det forhold, men blev fundet skyldig i påkørsels-forsøget. De tre personer blev henholdsvis dømt fængsel i ni, otte og seks år.[5][6] Fængselsinspektør Jens Tolstrup forlod sin stilling i november 2003.[7]

- Den 9. januar 2003 blev en 62-årige overvagtmester overfaldet i sin private indkørsel. Her blev han slået med en jernstang og fik flere flænger i hovedet. Gerningsmændene er aldrig blevet fundet og dømt.[8]

- Den 15. februar 2004 deltog omkring 100 indsatte i et voldsomt oprør i fængslet. Inventar på fællesarealer blev smadret, og der blev sat ild til et vagtkontor, hvor papirer, computer og andet brændte. Fangeoprøret var kulminationen på længere tids uoverensstemmelser mellem de indsatte og personalet om blandt andet adgangen til motionsudstyr og håndvægte. Nyborg Politi blev tilkaldt og de havde assistance med fra Odense.[9] De samlede skader for hærværken løb op på lidt over en million kroner.[10]

- Den 7. juli 2010 fandt fængselspersonalet en papirlap på de indsattes fællestoilet, der omhandlede en mordplan: på sedlen bad indvandrerbanden Blågårdsbanden om tilladelse til at likvidere en fængselsbetjent og hans familie. Papirlappen blev fundet ved et tilfælde, og i papiret var det heller ikke fastlagt hvilken fængselsbetjent, der var blevet genstand for bandens vrede, idet brevet ikke indeholdt et navn, men blot en fysisk beskrivelse. Politiet har efterforsket sagen, men den er fortsat uopklaret.[11][12]